# Ruudi Toomsalu
Ruudi Toomsalu (geboren als Rudolf Tomson; * 2. April 1913 in Tallinn; † 3. August 2002 ebd.) war ein estnischer Sprinter und Weitspringer.
Bei den Olympischen Spielen 1936 schied er über 100 m im Vorlauf und im Weitsprung in der Qualifikation aus.
1937 gewann er bei den Internationalen Universitätsspielen Silber im Weitsprung. Bei den Leichtathletik-Europameisterschaften 1938 in Paris wurde er Fünfter im Weitsprung und scheiterte über 200 m im Vorlauf.

## Persönliche Bestleistungen
- 100 m: 10,7 s, 1935
- Weitsprung: 7,415 m, 1937